# グラン・バッサム
グラン・バッサム(フランス語：Grand-Bassam)は、コートジボワール南東部のコモエ地方南部の南コモエ州の都市。かつての首都であり今も実質的に首都として機能しているアビジャンから東へ50km離れたギニア湾岸にある。1893年から1896年までフランス領象牙海岸植民地の首都であったが、黄熱病の流行により首都はバンジェルヴィルへと遷都された。
グラン・バッサムはエブリエ潟を挟んで、南のアンシャン・バッサム（Ancien Bassam、古バッサム）と北のヌーヴォ・バッサム（Nouveau Bassam、新バッサム）とに分かれている。南側のアンシャン・バッサムはギニア湾に面し、フランス人植民者が建てた街である。現在も植民地時代の建物が残っている。ヌーヴォ・バッサム（新バッサム）はアンシャン・バッサムとは橋で連絡しており、現在の街の中心はこちらである。2014年の人口は約8.4万人。
グラン・バッサムはコモエ川の河口にあり、一帯のマングローブはチンパンジー、ショウハナジログエノン、スーティーマンガベイなどの霊長類の生息地で、様々な軟体動物、魚類、甲殻類の生育場でもある。また、付近の森林、沼地と海岸のサバナはゾウ、カワウソ、爬虫類、ヒョウ、クロコダイル類およびアフリカヘビウ、アフリカトラフサギ、ウオクイフクロウ、オニアオサギなどの多くの鳥類の生息地である。一帯は2005年にラムサール条約登録地となった。ホテイアオイ、オオサンショウモなどの外来種の侵入および砂の採掘、天然資源の過剰開発、石油の発見などは現地の自然環境にとって脅威となっている。